# Flammulina
Flammulina é um género de fungos da família Physalacriaceae. Trata-se de um género com amplia distribuição em regiões temperadas e estima-se que inclua aproximadamente 10 espécies.

## Lista de espécies
- Flammulina callistosporioides
- Flammulina elastica
- Flammulina fennae
- Flammulina ferrugineolutea
- Flammulina mediterranea
- Flammulina mexicana
- Flammulina ononidis
- Flammulina populicola
- Flammulina rossica
- Flammulina similis
- Flammulina stratosa
- Flammulina velutipes (Enoki)